# Exposició Iberoamericana de Sevilla de 1929

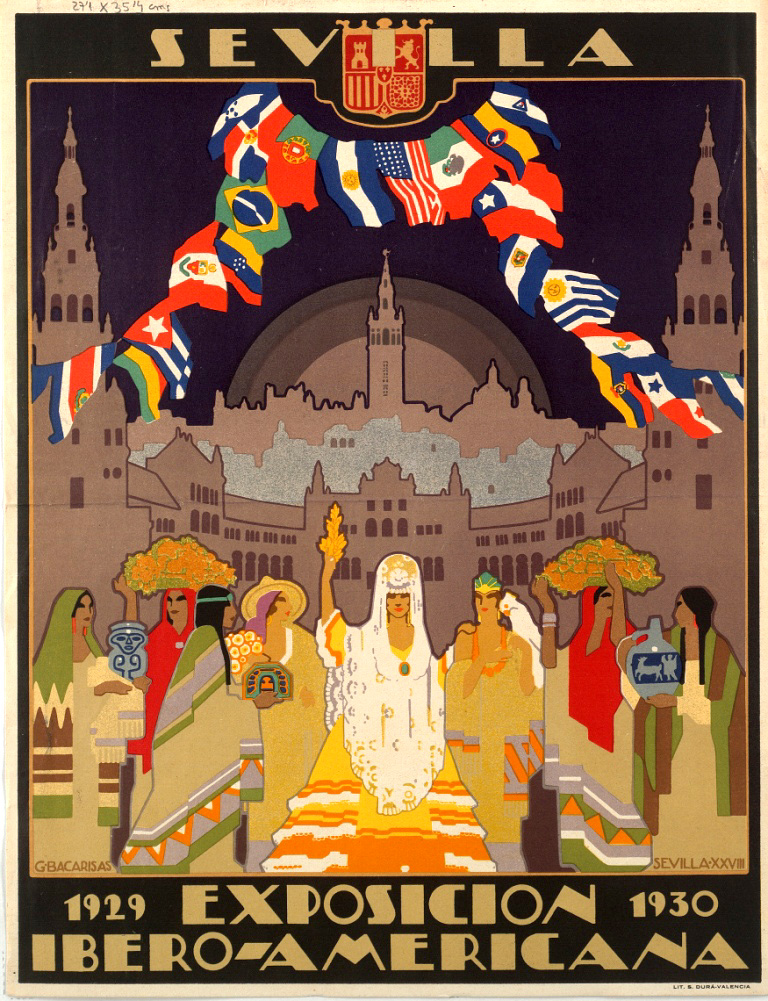
Poster

L'Exposició Iberoamericana de Sevilla (Exposición Iberoamericana de Sevilla), inaugurada el 9 de maig de 1929 i clausurada el 21 de juny de 1930, va ser la primera Exposició Internacional per a donar mostra de l'agermanament entre Espanya i Portugal amb Amèrica; Espanya i Hispanoamèrica i Estats Units i Portugal amb Brasil i Macau. Aquesta exposició va ser coetània amb Exposició Internacional de Barcelona de 1929.

## Origen

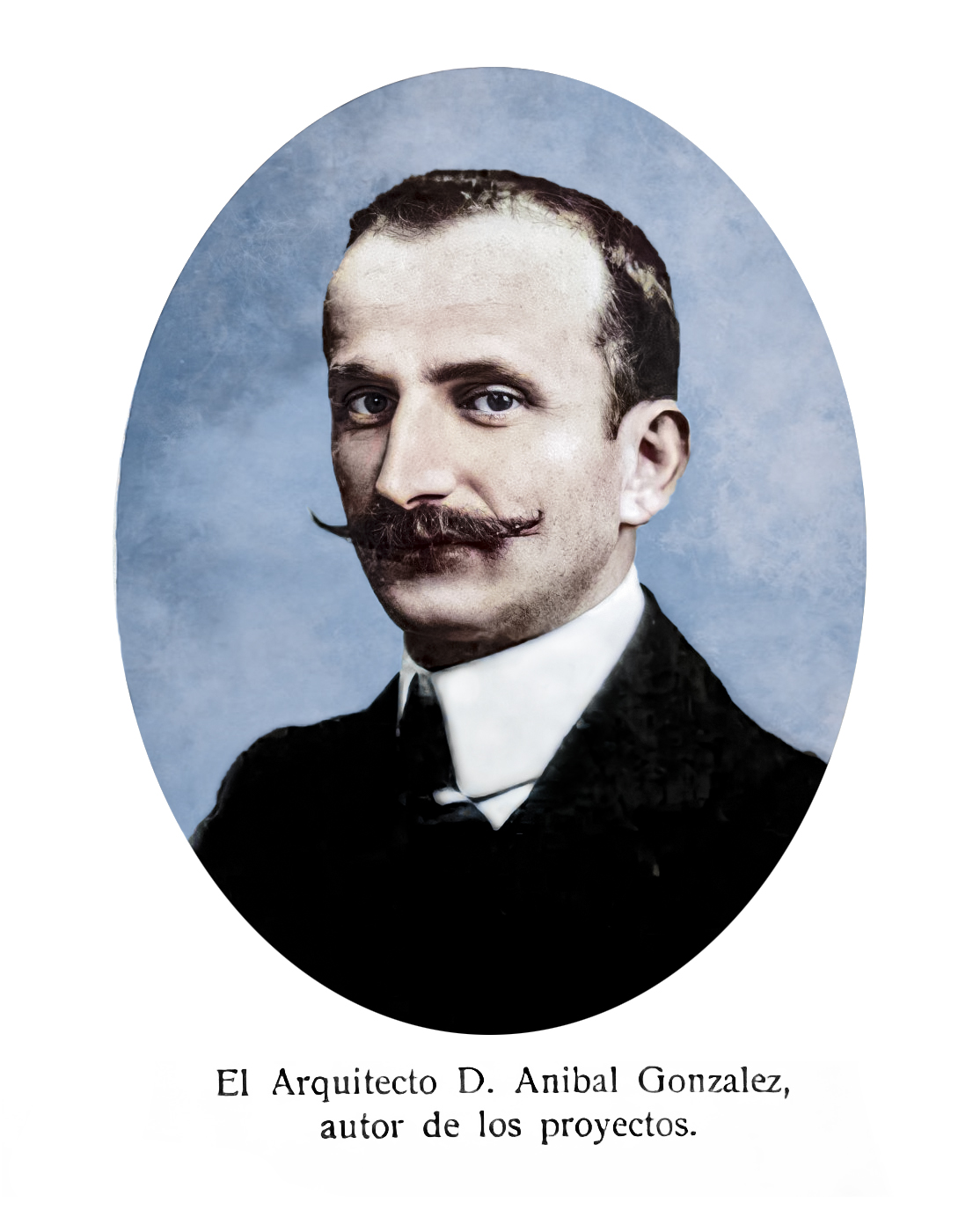
L'arquitecte Aníbal González

La idea de realitzar una Exposició internacional a Sevilla va tenir el seu origen l'any 1909, proposada pel comandant d'artilleria Luis Rodríguez Caso. Entre els seus objectius estaven els de reforma urbanística, fomentar el turisme, ressuscitar la fama de la ciutat, creació de llocs de treball i millora econòmica així com millorar les relacions amb els països americans.
Des de la idea original de Luis Rodríguez Caso, el 1909, fins a la seva realització el 1929, transcorregueren 20 anys. Allò més destacable d'aquella exposició va ser l'urbanisme, Sevilla en aquells moments estava molt endarrerida respecte a les ciutats i països que van participar en la seva Exposició. Els problemes més urgents eren els relatius a l'Eixample de Sevilla, el clavegueram, la pavimentació, l'aigua, la llum elèctrica, els habitatges i els hotels.
Després de diversos retards l'any 1929 en les acaballes de la Dictadura de Primo de Rivera es va inaugurar aquesta Exposició.
El Rei Alfons XIII es va comprometre personalment per a la realització d'aquesta Exposició de Sevilla.

## Preus i resultats econòmics

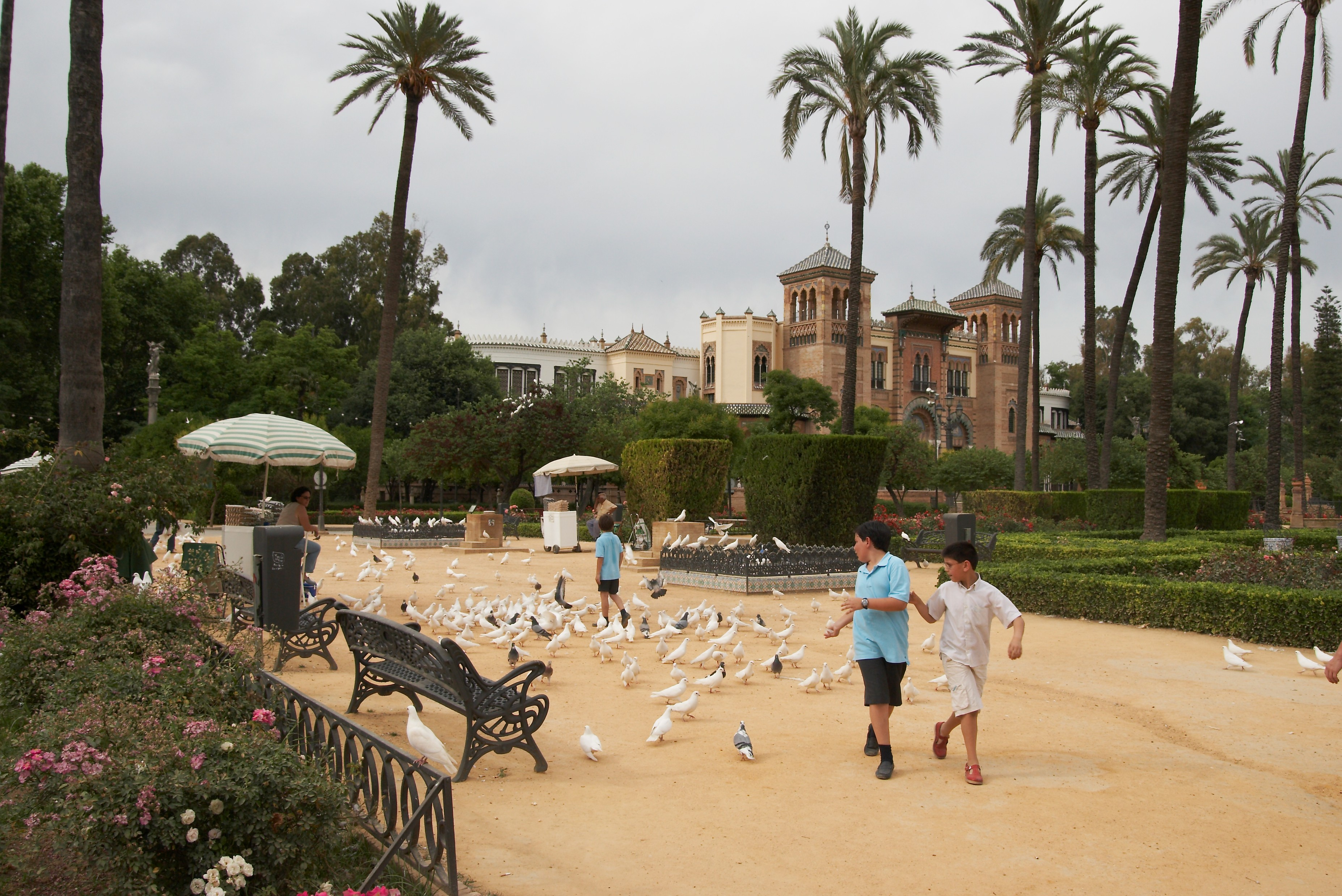
La Plaça d'Amèrica, dissenyada per a l'exposició

Es calcula que aquest esdeveniment va necessitar un total d'unes 80.218.599 pessetes d'aleshores, essent els ingressos obtinguts d'unes 85.147.360 pessetes.
El que es va recaptar amb la venda de les entrades va ser 1.623.951 pessetes i amb la venda d'abonaments 126.851 pessetes. Els preus eren els següents:
Entrada: 2 pessetes.

Entrada dijous, dissabtes a partir de les 21h i diumenges: 2 rals.

Passi de temporada permanent: 200 pessetes.

Abonament de 25 entrades: 25 pessetes.

Automòbils: peatge de 3 pessetes.

## Urbanisme

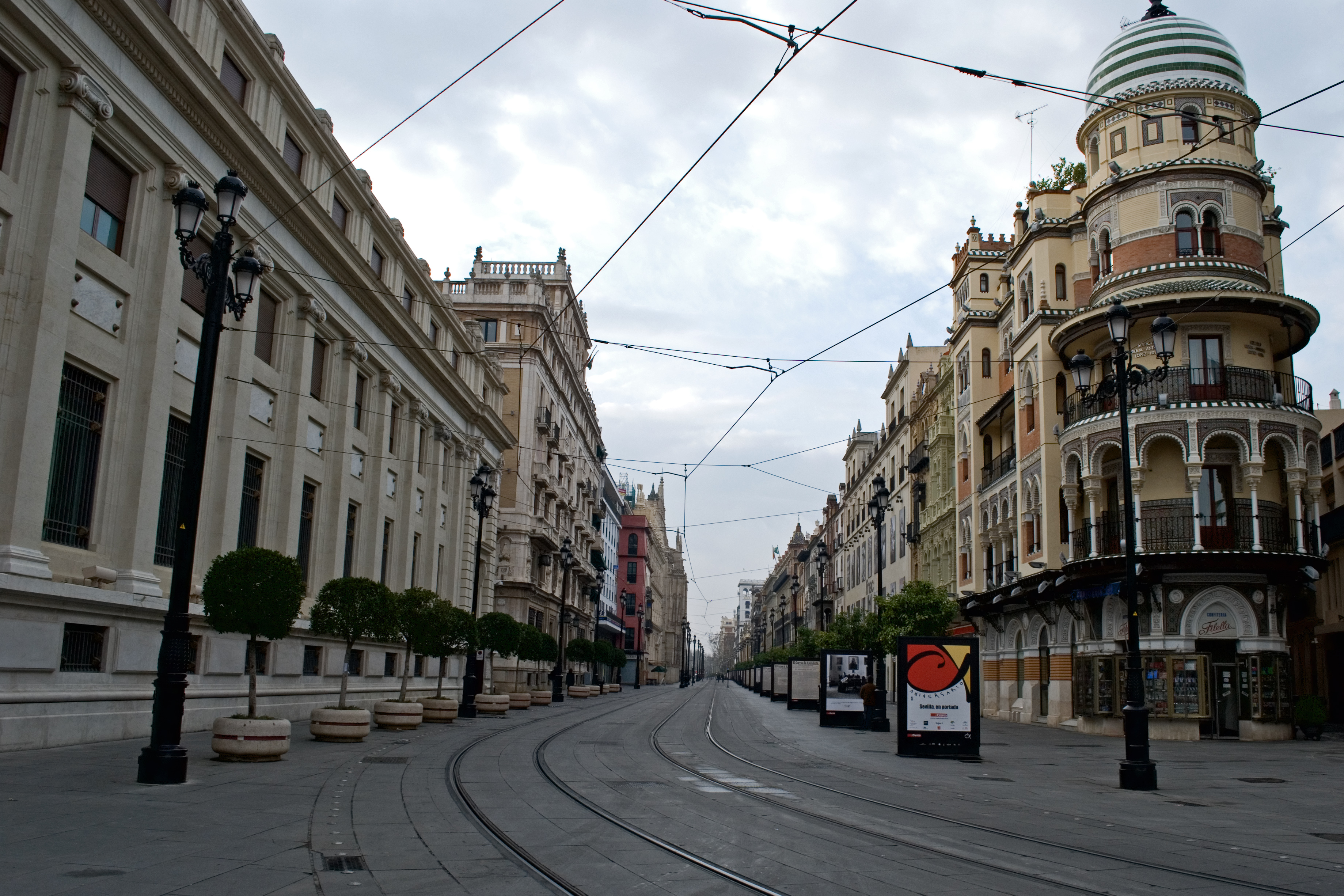
Avenida de la Constitución, on s'aprecia l'eixample realitzat a la dècada de 1920

A més de l'entorn de l'Exposició, es van millorar les infraestructures de Sevilla amb obres com el Pont de San Bernardo o el pont sobre l'antiga llera del riu Tamarguillo.
Es va crear un eixample, configurant la Avenida de la Constitución. S'enderrocaren diverses cases de la Calle Mateos Gago, en el Barrio de Santa Cruz, per alinear les façanes i eixamplar el carrer fins a la seva mida actual. Es van reformar la Plaza de Santa Cruz, la Plaza de Doña Elvira, la Plaza del Museo i la Plaza Nueva.
Pel que fa a zones verdes, no tan sols es va reformar el Parque de María Luisa, també patiren modificacions els Jardines del Cristina, els Jardines de Murillo i el Paseo Catalina de Ribera.

## Ubicació i pavellons
El recinte previst per l'organització abastava:
- El Parque de María Luisa, donat el 1893 per la infanta María Luisa de Borbón i que va ser reformat per l'enginyer francès Jean-Claude Nicolas Forestier, conservador del Bosc de Boulogne a París, que li va donar un toc romàntic, inspirat en els jardins del Generalife, La Alhambra i els Reales Alcázares de Sevilla. En el parc s'obriren les places d'España i d'América.
- El Prado San Sebastián, on hi havia el Pavelló de Portugal.
- Els jardins del Palau de San Telmo, on es va posar el Pavelló de Sevilla, format pel Teatro Lope de Vega i el Casino de la Exposición.
- El Paseo de las Delicias.
- El Sector Sud, on es va incloure una zona de xalets o "hotelitos" que actualment és el barri d'Heliópolis i es va construir l'Stadium.

Plànol de localització.

Aníbal González, nomenat arquitecte director de l'exposició, es va ocupar en gran part de la urbanització dels 1.343.200 m² que va ocupar l'Exposició, l'any 1928 va dimitir Aníbal González i Vicente Traver va ocupar aquest càrrec.

## Participants

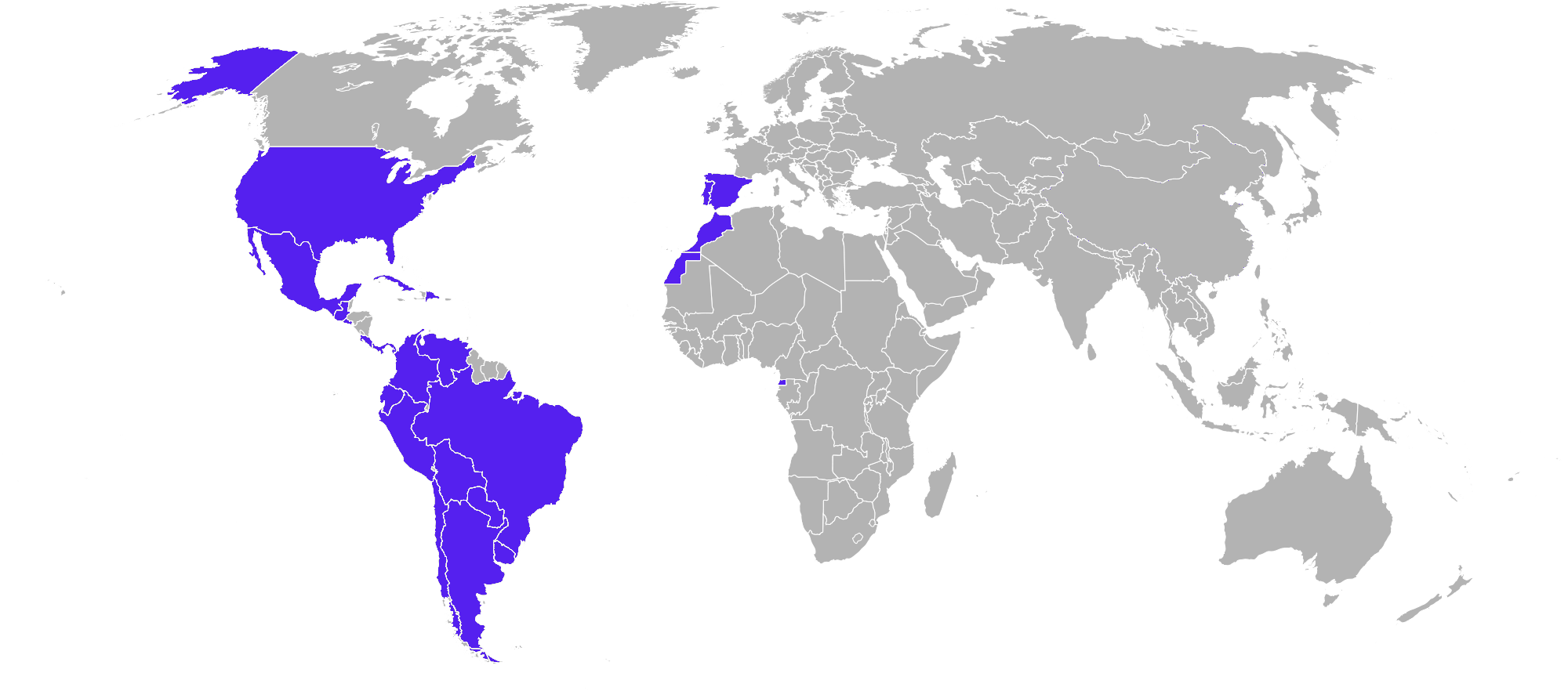
Països representats en l'Exposició de 1929 de Sevilla.

### Pavellons de països

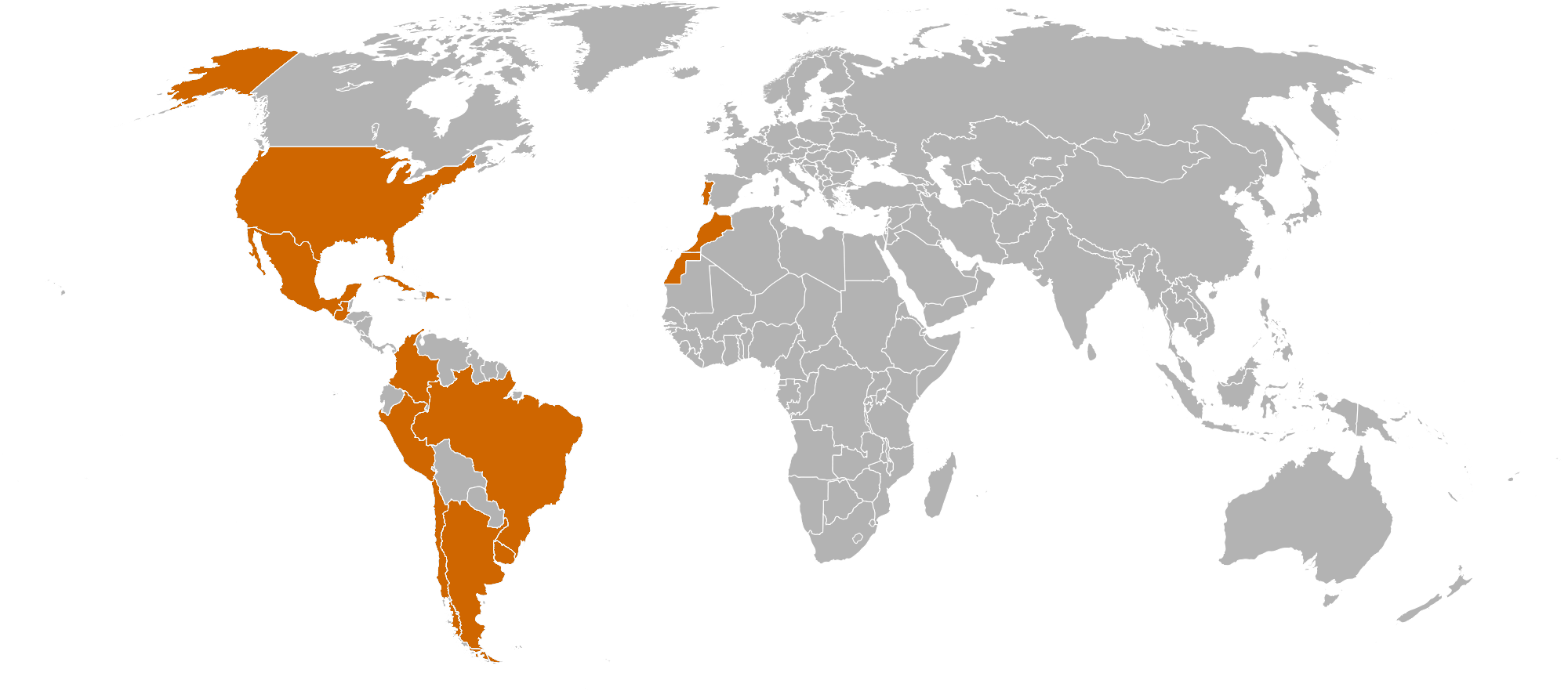
Pavellons de l'Exposició Iberoamericana que segueixen en peus.

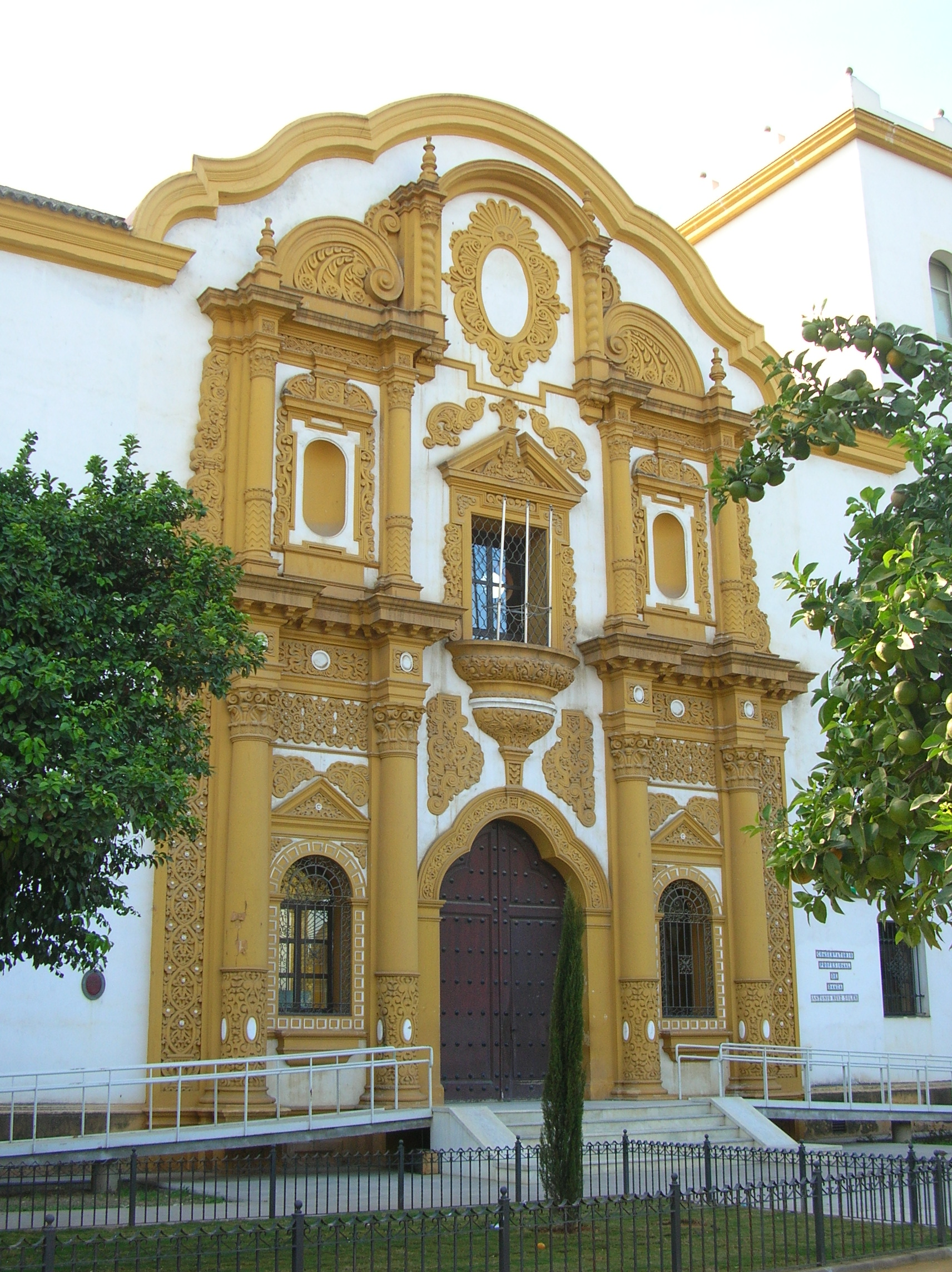
Pavelló de l'Argentina a Sevilla.

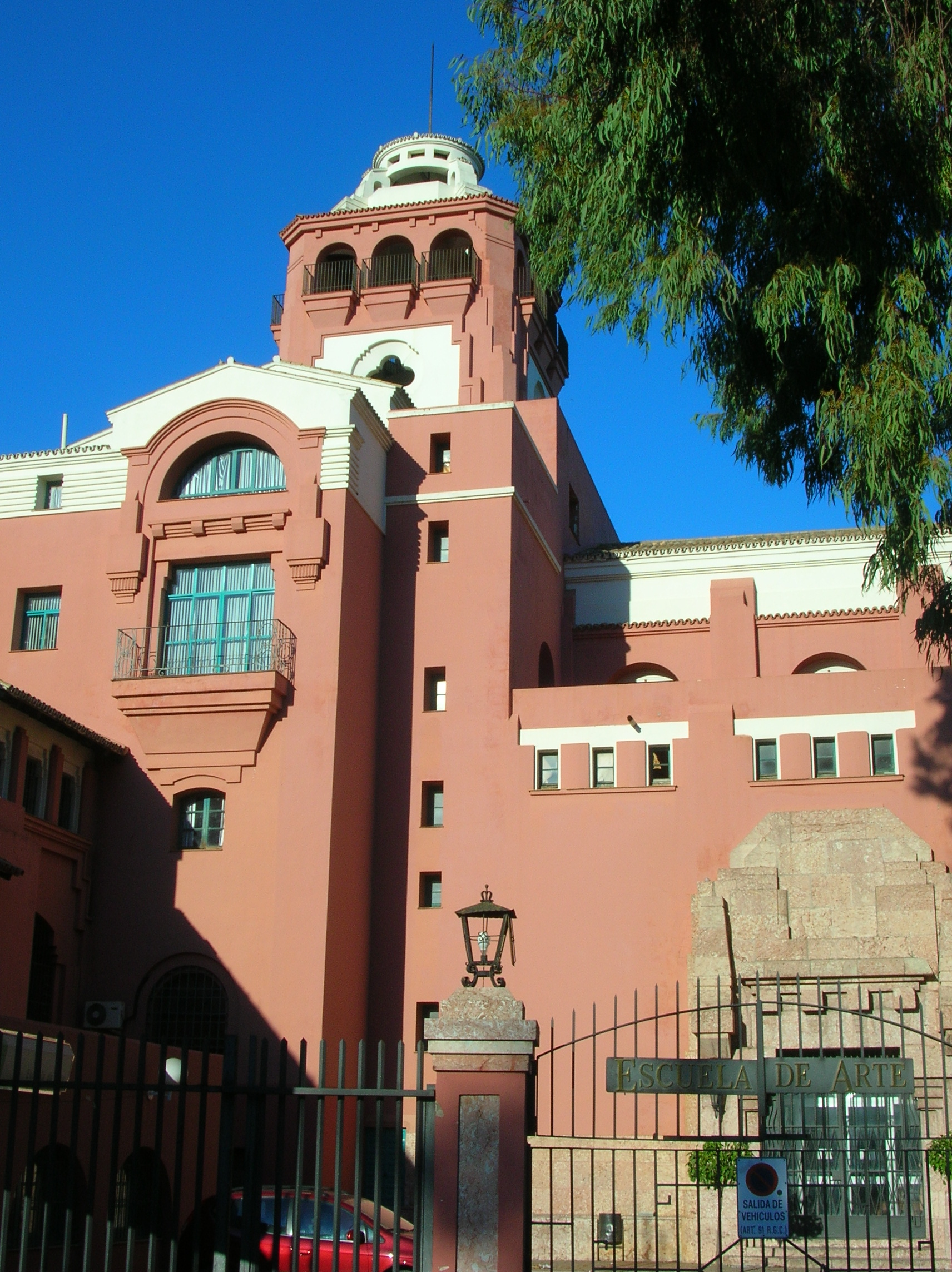
Pavelló de Xile

- Pavelló de l'Argentina a l'Exposició de 1929 de Sevilla (escuela de Danza) (Arquitecte Martín S Noel)
- Pavelló de Xile (Escuelas de Artes Aplicadas y Oficios Artísticos) (Arquitecte Juan Martínez Gutiérrez)
- Pavelló de Colòmbia (Escuela Náutica)
- Pavelló de cuba (Agencia Andaluza de Cooperación Internacional para el Desarrollo)
- Pavelló de Guatemala (Escuela de Danza)
- Pavelló de Brasil (Vicerrectorats Universitat Hispalense)
- Pavelló dels Estats Units (Museo Fundación Valentín Madariaga) (Arquitecte William Templetton Johnson)
- Pavelló de Mèxic (Vicerrectorat de Postgrau Doctorat Universidad Hispalense) (Arquitecto Manuel Amábilis)
- Pavelló de Perú (Consejo Superior de Investigaciones Científicas, CSIC)
- Pavelló de Portugal (Consulat de Portugal)
- Pavelló de Santo Domingo (Carreteras del Estado en Andalucía)
- Pavelló d'Uruguay (administratius per a la Universitat de Sevilla) (Arquitecte Mauricio Cravotto)

## Galeria d'imatges

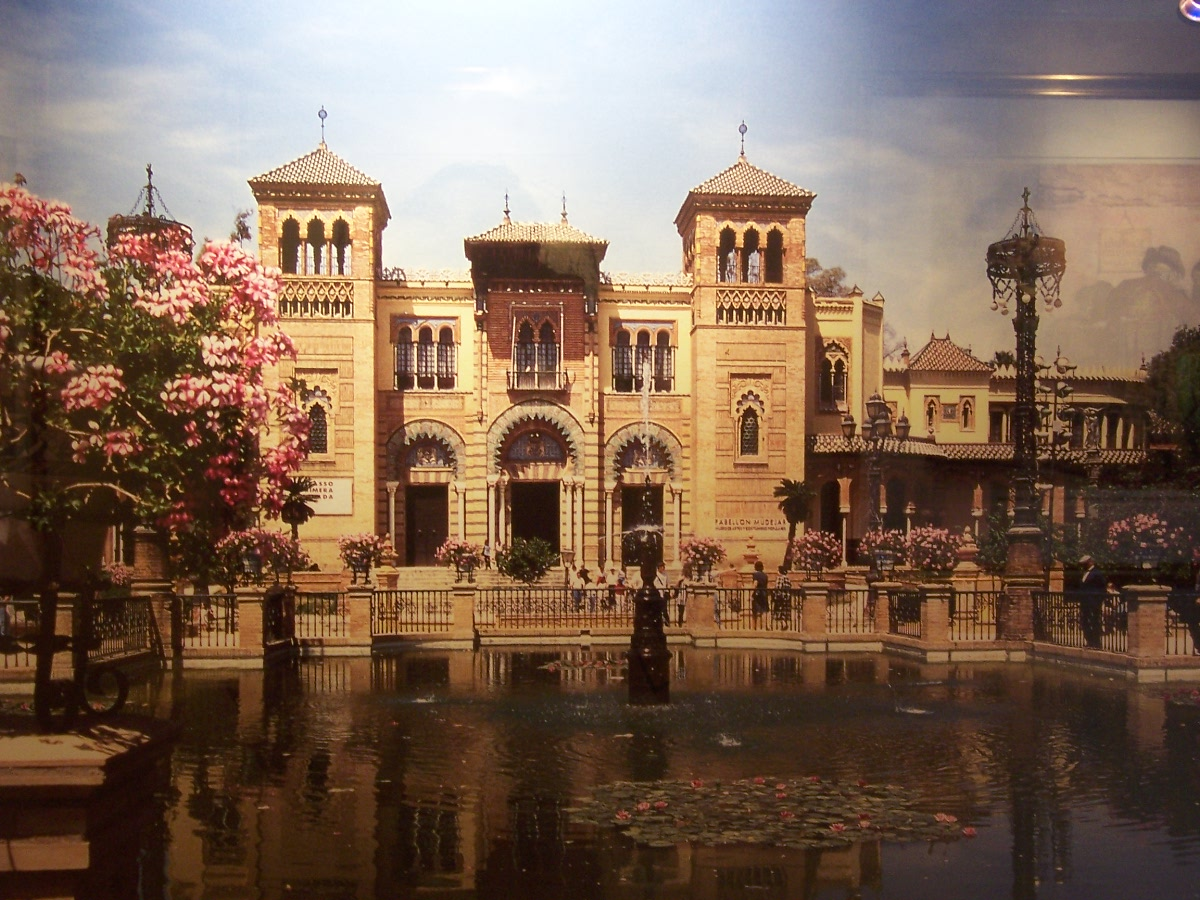
Pavelló Mudéjar.
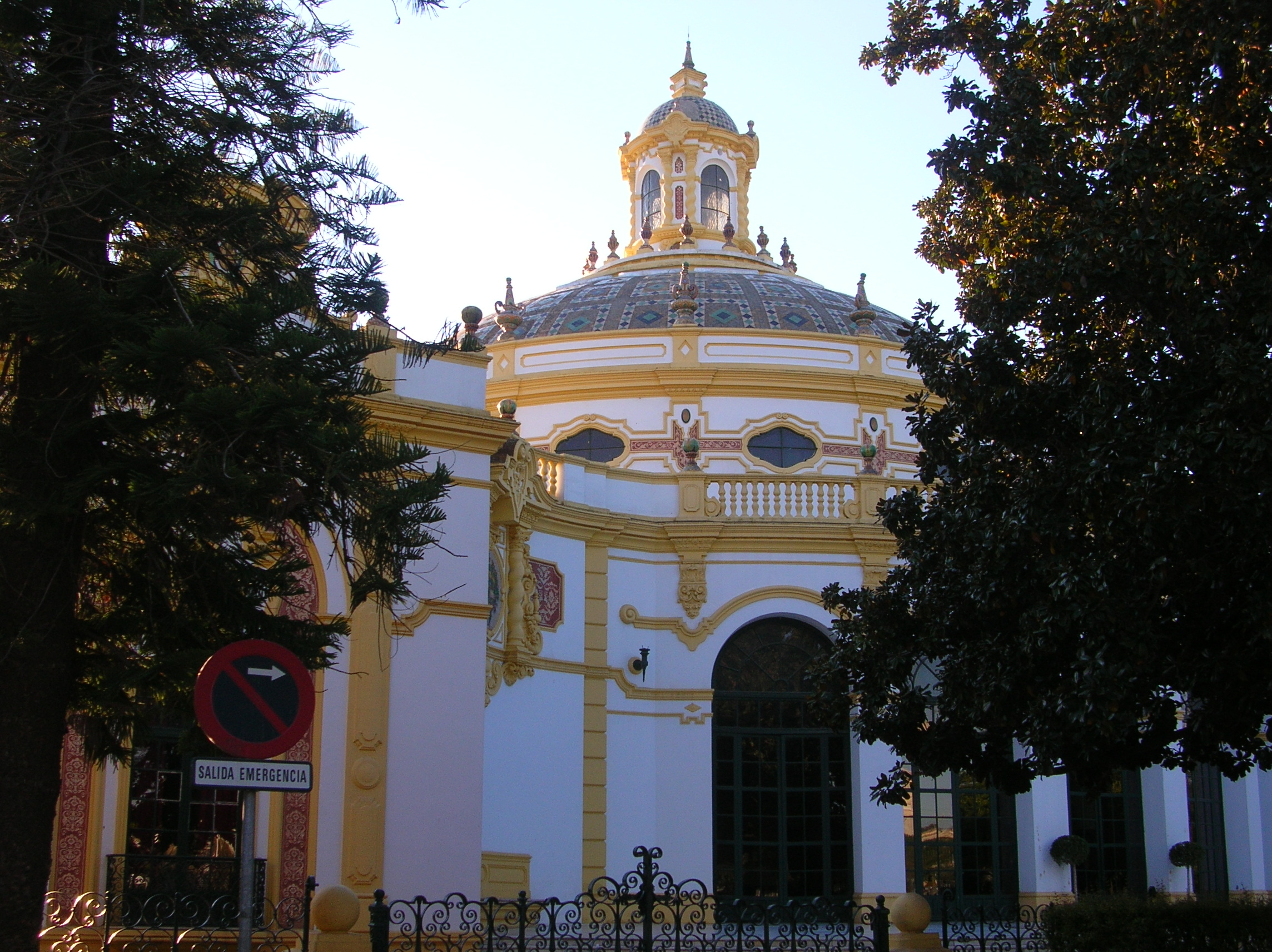
Casino de la Exposición.
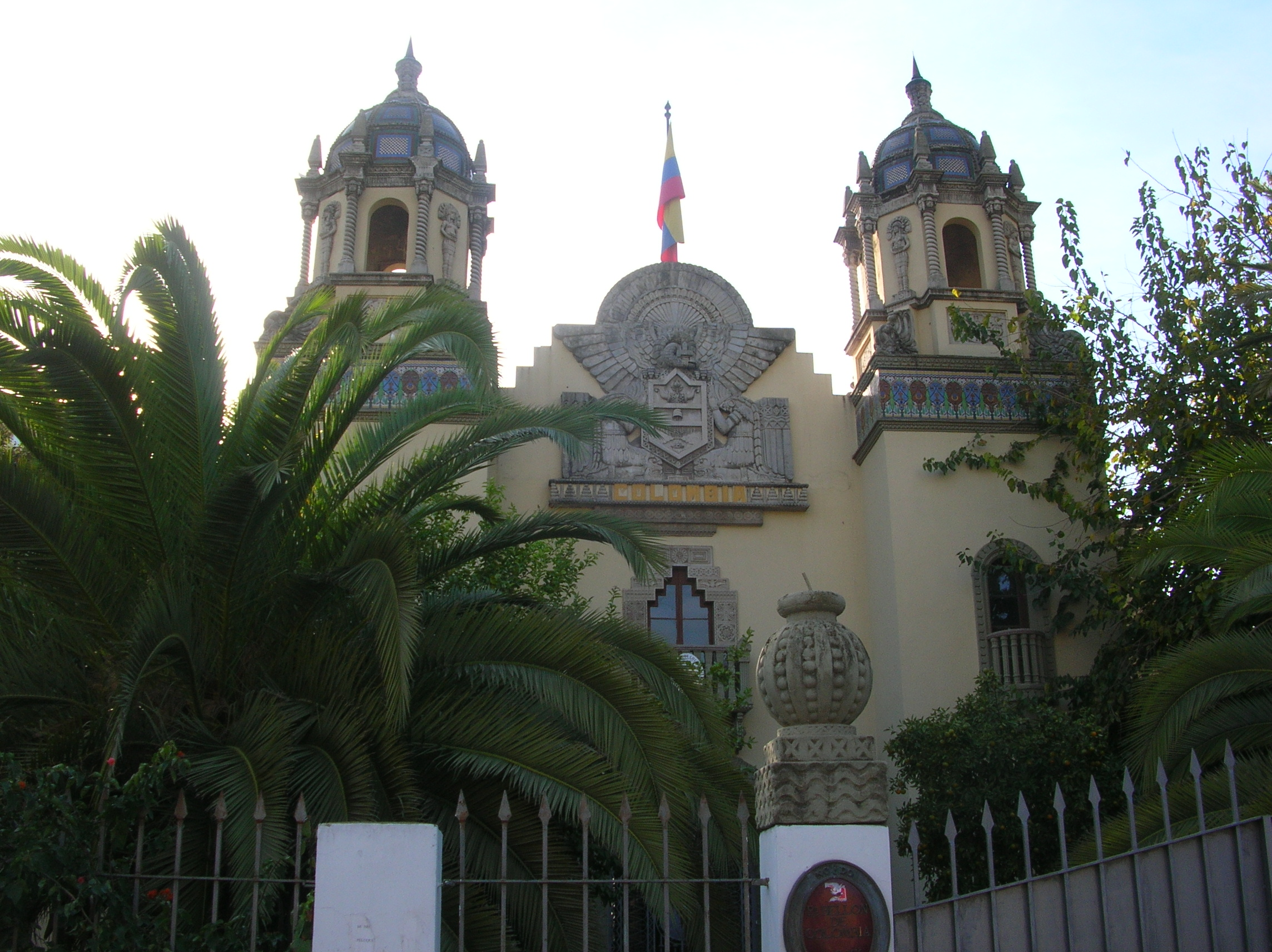
Pavelló de Colòmbia.
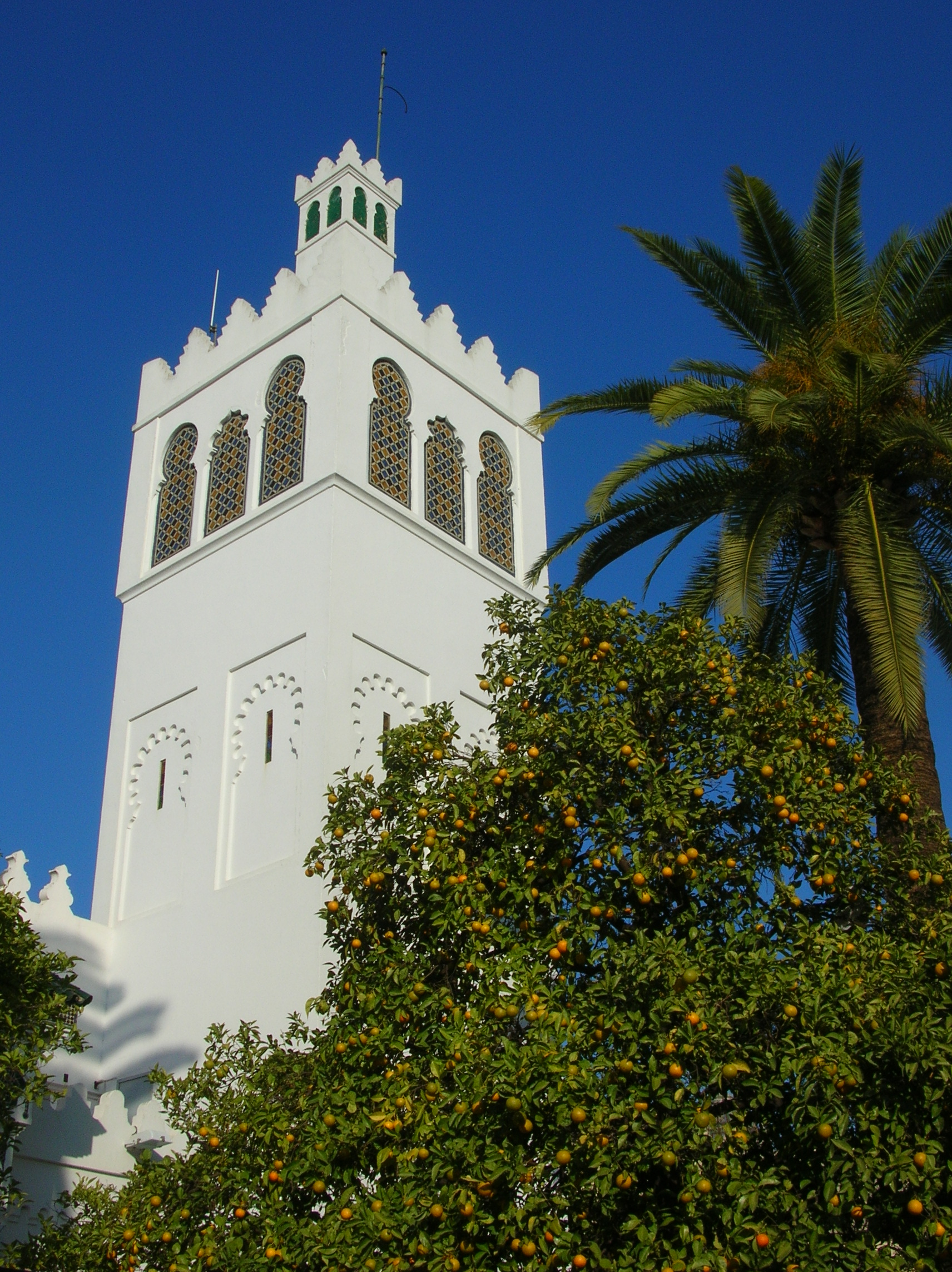
Pavelló de Marroc.
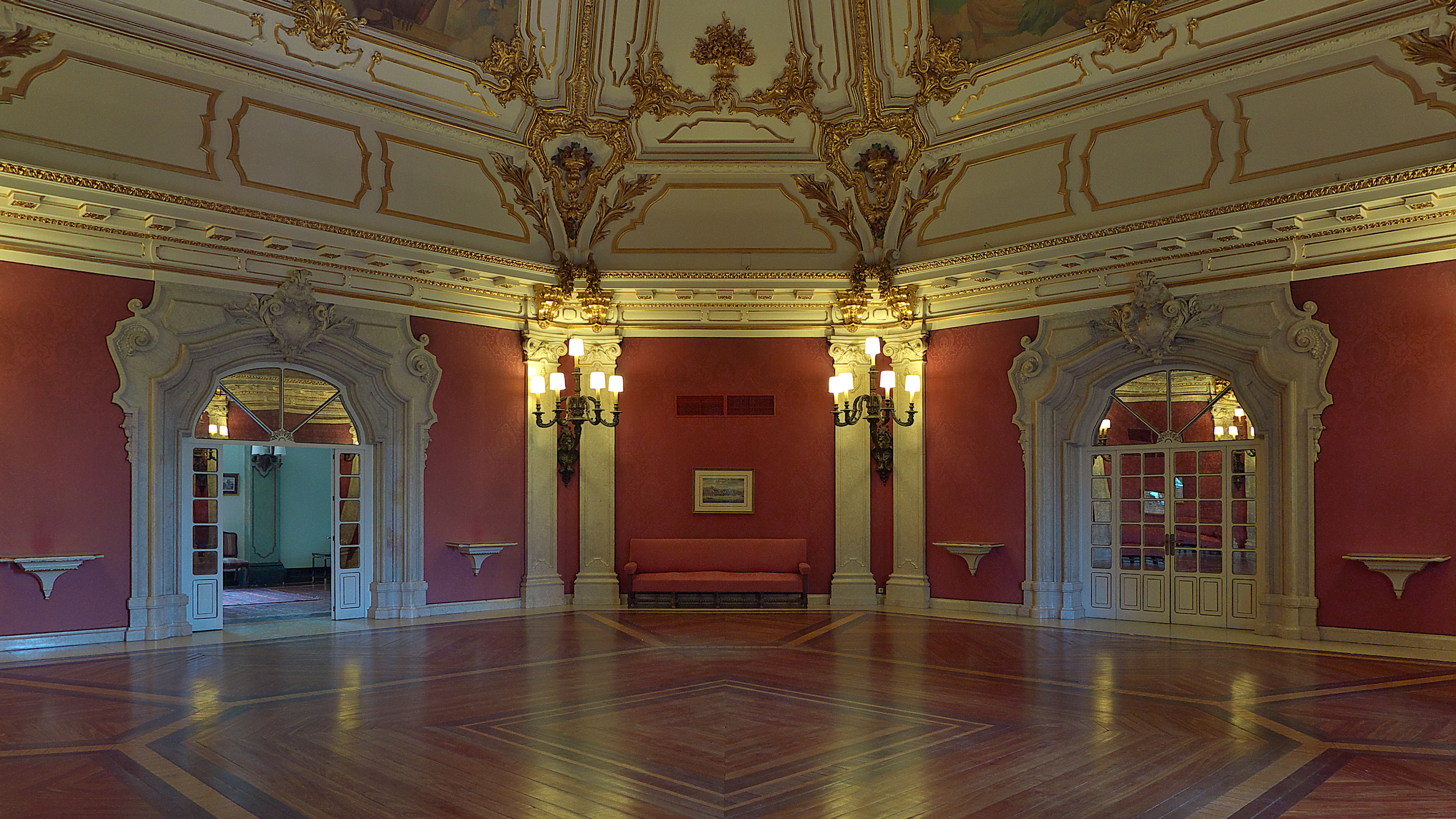
Pavelló de Portugal. Salón Noble
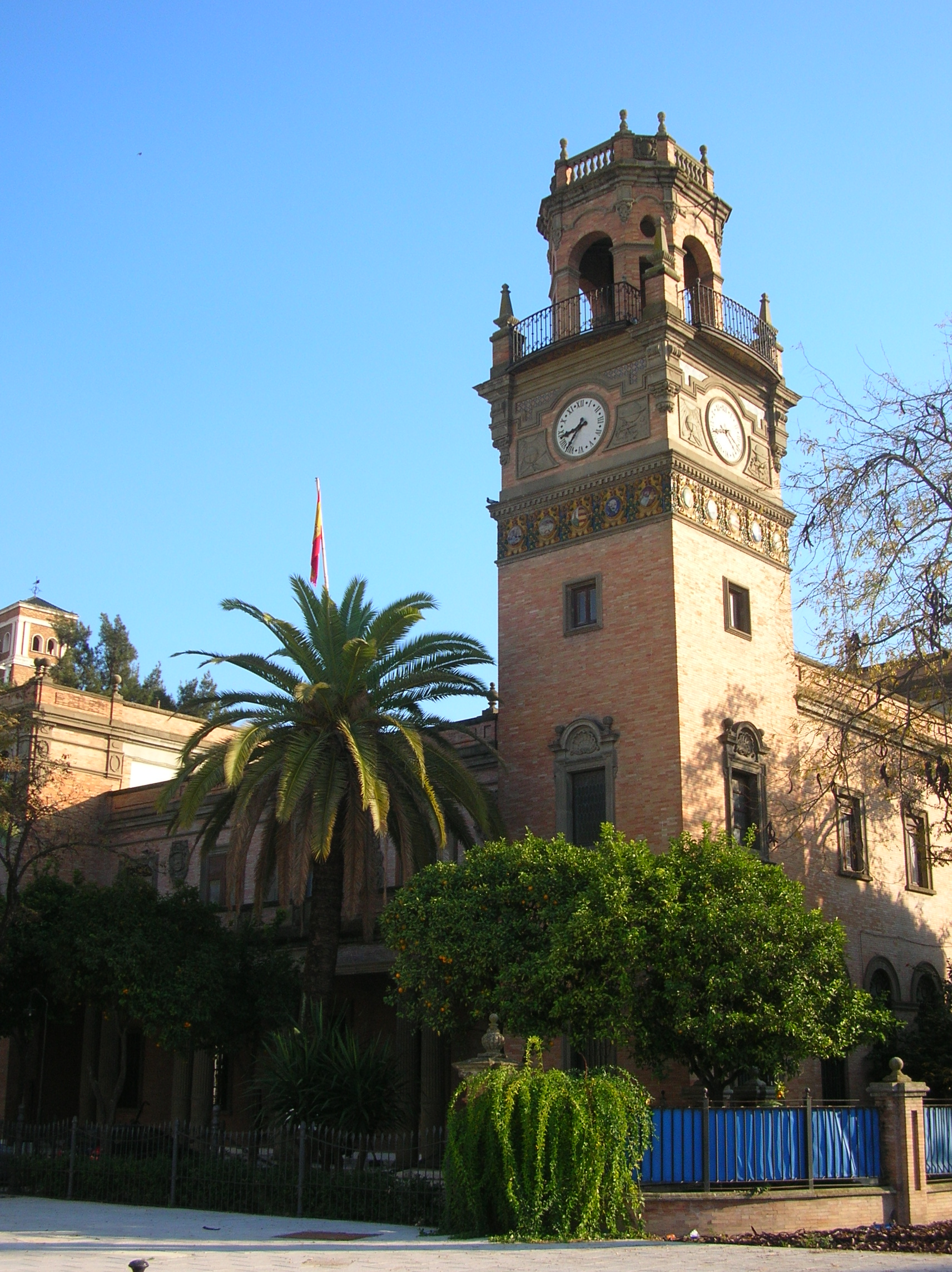
Pavelló del Ministerio de Marina.
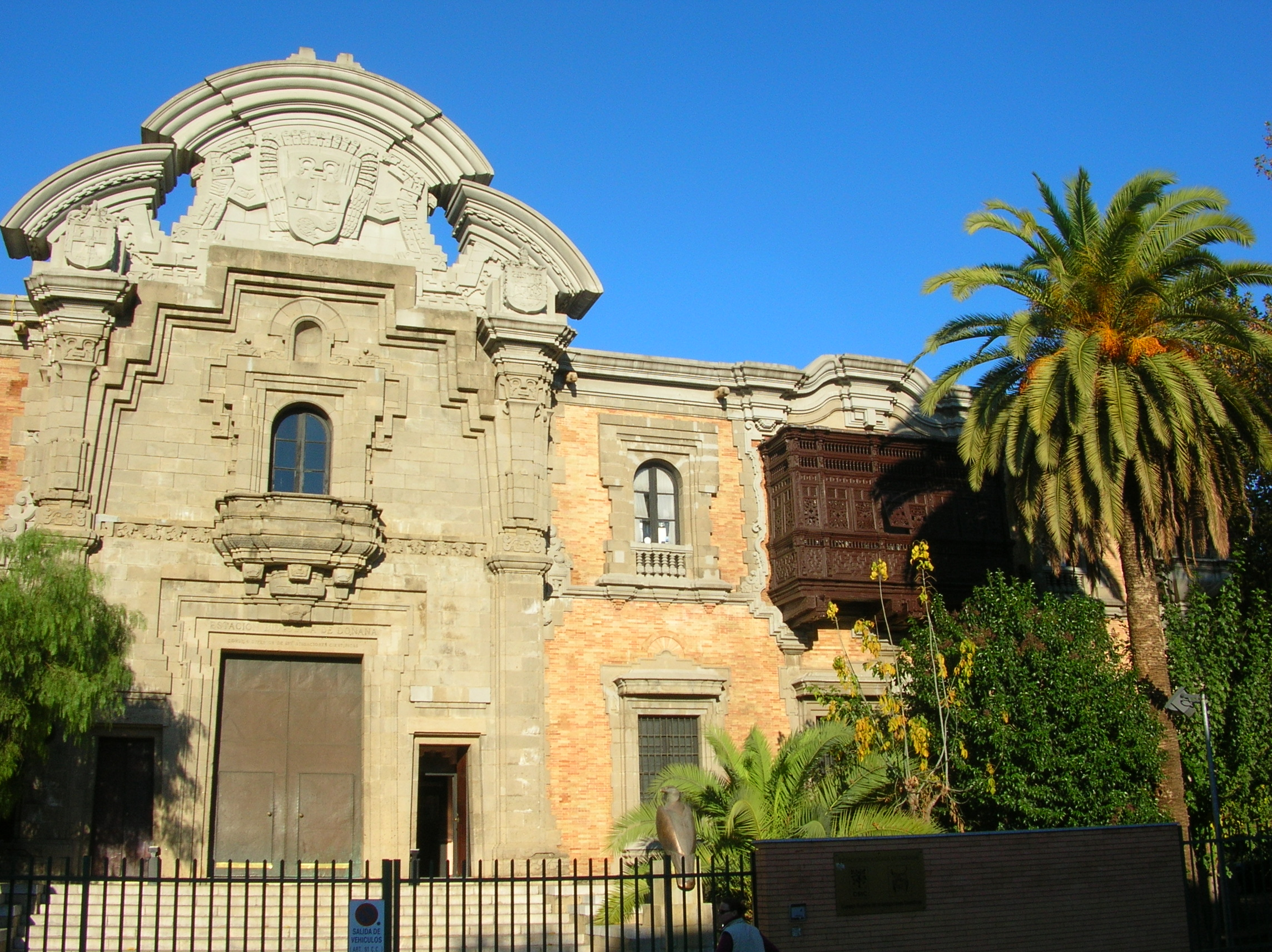
Pavelló de Perú.
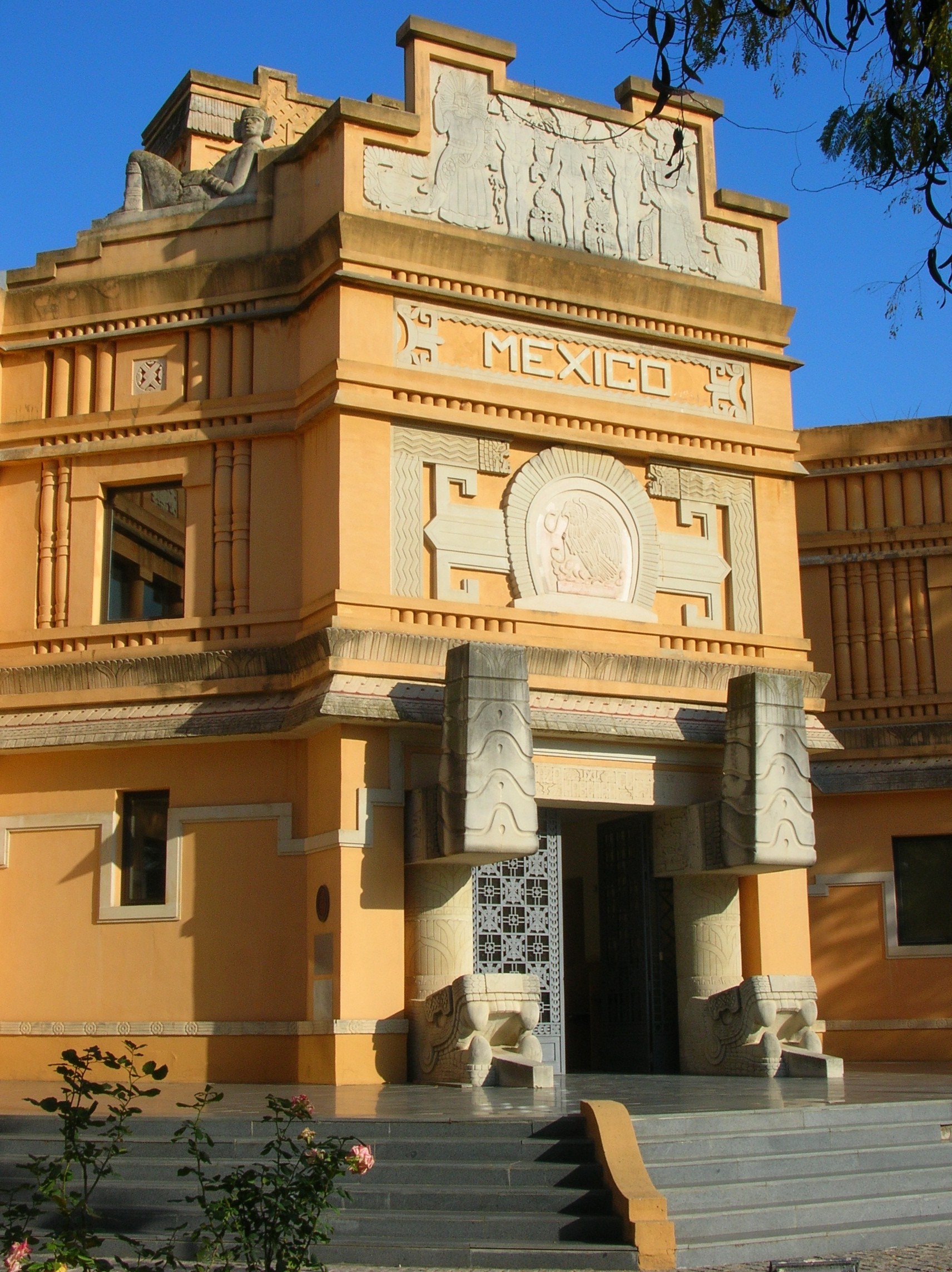
Pavelló de Mèxic.
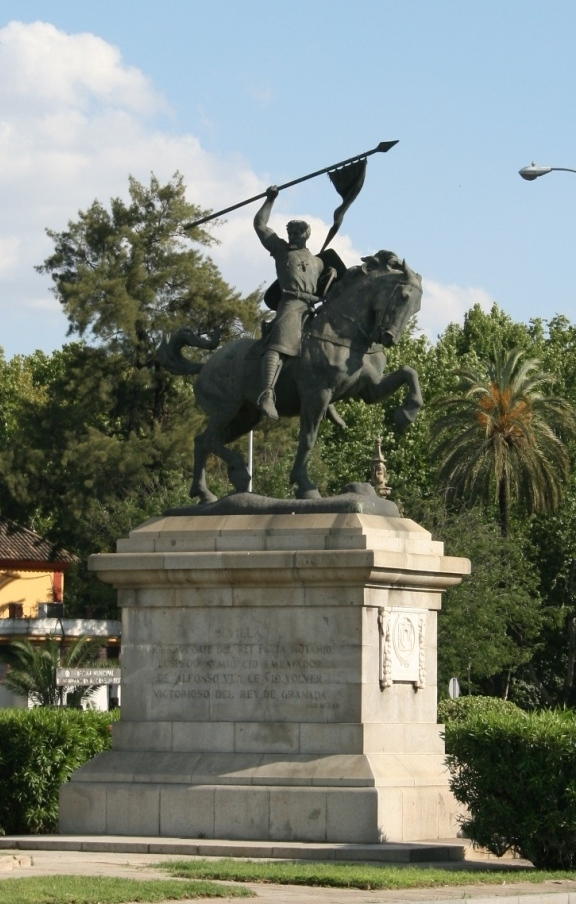
Estàtua del Cid Campeador d'Anna Huntington ubicada a l'Avenida del Cid de Sevilla per a l'Exposició